# Liste der Monuments historiques in Les Ponts-de-Cé
Die Liste der Monuments historiques in Les Ponts-de-Cé führt die Monuments historiques in der französischen Gemeinde Les Ponts-de-Cé auf.

## Liste der Bauwerke
| Bezeichnung     | Beschreibung                  | Standort                 | Kennzeichnung | Schutzstatus | Datum | Bild           |
| --------------- | ----------------------------- | ------------------------ | ------------- | ------------ | ----- | -------------- |
| Schloss         |                               | (Lage)                   | PA00109235    | Classé       | 1962  | weitere Bilder |
| Kirche St-Aubin | Erbaut im 15./16. Jahrhundert | (Lage)                   | PA00109237    | Classé       | 1903  | weitere Bilder |
| Schloss Rivet   | Erbaut im 15./16. Jahrhundert | 7 rue des Perrins (Lage) | PA00109236    | Inscrit      | 1964  |                |

## Liste der Objekte
- Monuments historiques (Objekte) in Les Ponts-de-Cé in der Base Palissy des französischen Kultusministeriums